# Germán Sierra
Germán Sierra (La Coruña, 1960) es un escritor español de la Generación Nocilla o Afterpop, y profesor de bioquímica y biología molecular.
Es licenciado en medicina y cirugía por la Universidad de Santiago de Compostela, donde ejerce de profesor desde 1989. Ha publicado artículos científicos en revistas y monografías internacionales sobre su especialidad, la neurociencia, por lo que ha recibido premios a la investigación. También ha colaborado en diversas publicaciones culturales, como Revista das letras, Letras libres o Quimera, donde firmaba la columna "Wireless".    

## Obra

### Algunas publicaciones
- El espacio aparentemente perdido (novela; Debate, 1996)
- La felicidad no da el dinero (novela; Debate, 1999)
- Efectos secundarios (novela; Debate, 2000)
- Alto voltaje (libro de relatos; Mondadori, 2004)
- Intente usar otras palabras (novela; Mondadori, 2009)
- Standards (novela; Pálido Fuego, 2013)

## Antologías
- Madrid, Nebraska. EE.UU en el relato español del siglo XXI. Edición y prólogo de Sergi Bellver. Bartleby, 2014.[2]

## Premios
- Premio Jaén de novela, 2000